# Stojnik (Aranđelovac)
Pour les articles homonymes, voir Stojnik.
Stojnik (en serbe cyrillique : Стојник) est une localité de Serbie située dans la municipalité d'Aranđelovac, district de Šumadija. Au recensement de 2011, elle comptait 1 278 habitants.
Stojnik est officiellement classé parmi les villages de Serbie.

## Démographie

### Évolution historique de la population
| 1948  | 1953  | 1961  | 1971  | 1981  | 1991  | 2002  | 2011  |
| ----- | ----- | ----- | ----- | ----- | ----- | ----- | ----- |
| 1 736 | 1 838 | 1 727 | 1 662 | 1 539 | 1 438 | 1 486 | 1 278 |

|  |